# Karoline Edtstadler
Karoline Edtstadler, née le 28 mars 1981 à Salzbourg, est une femme politique autrichienne, membre du Parti populaire autrichien (ÖVP).
Elle est secrétaire d'État de l'Intérieur du 18 décembre 2017 au 2 juin 2019. Elle siège au Parlement européen de 2019 à 2020, désignée vice-présidente de la sous-commission des droits de l'Homme. Elle devient Ministre fédéral des Affaires européennes dans le Gouvernement Kurz II.